# テルスター (サッカー)

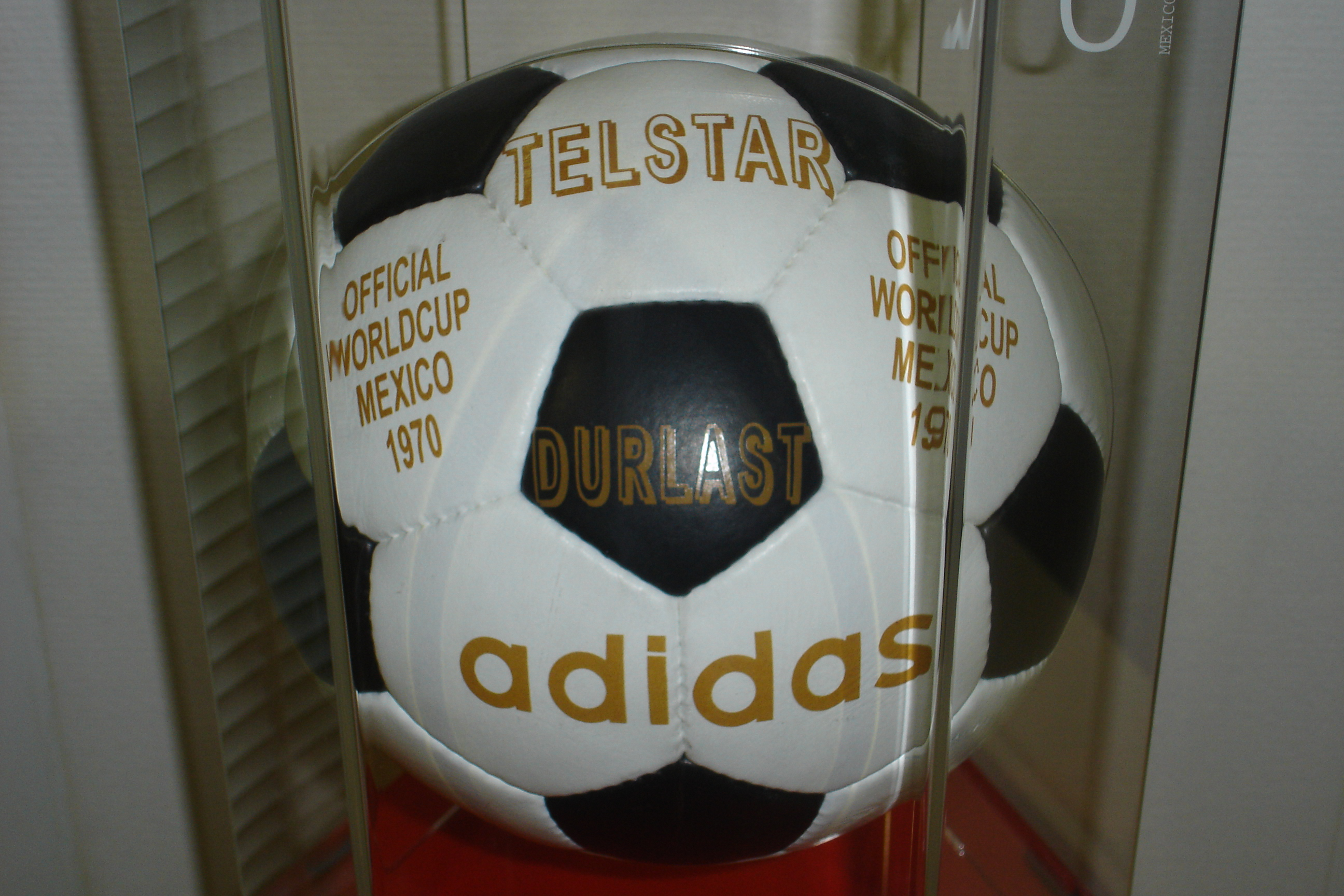
Telstar

Telstar（テルスター）はアディダス製のサッカーボール。または同社のサッカー用シューズのブランド名である。
1970 FIFAワールドカップでの大会公式試合球であり、アディダスにとって初めてFIFAワールドカップに採用された試合球である。また、テルスターに改良が加えられ、1974 FIFAワールドカップで公式試合球に認定されたボールがTelstar Durlast（テルスター・デュラスト）である。

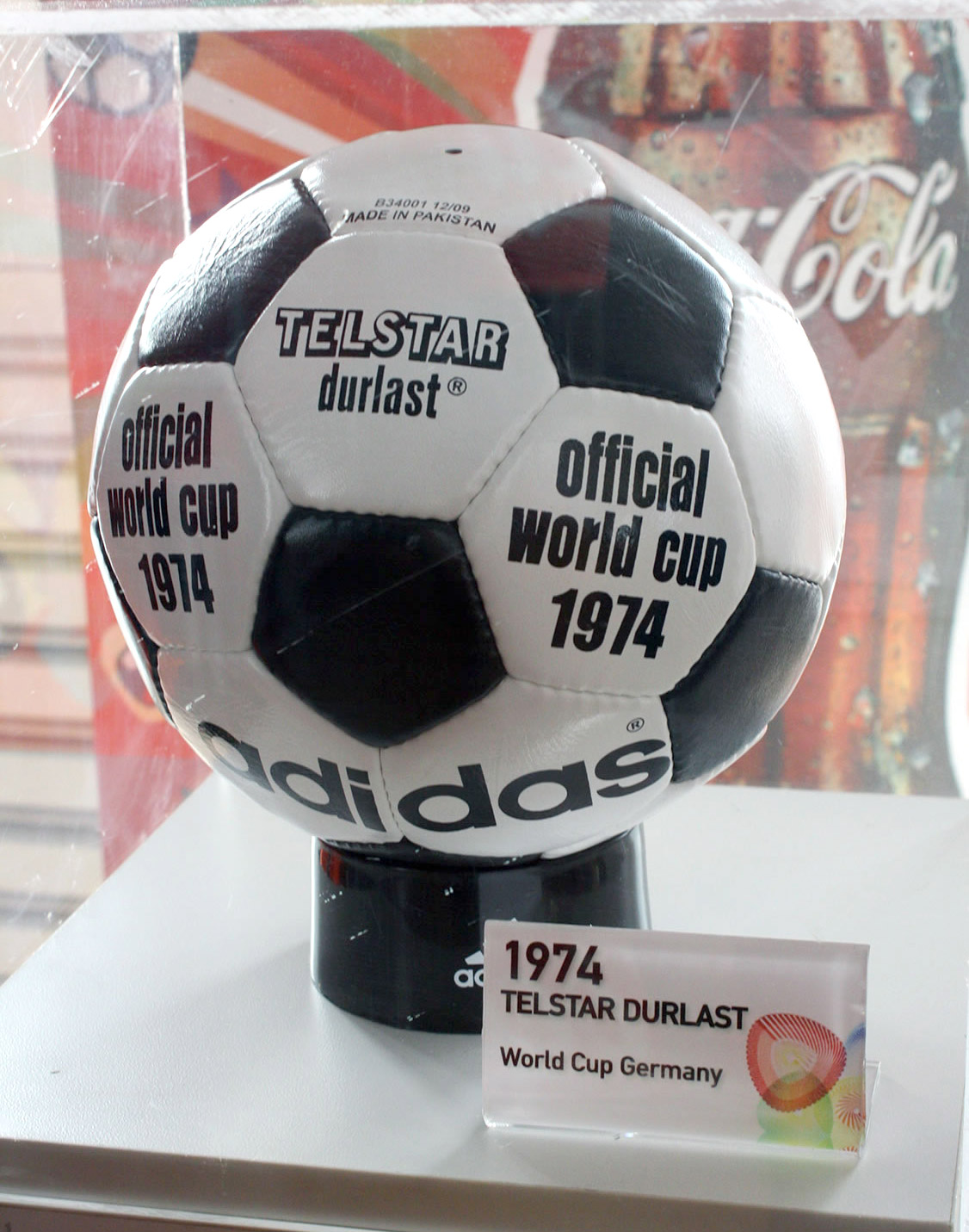
Telstar Durlast

1960年代に日本のスポーツ用品メーカーモルテンが、当時ハンドボール用に作られたボールの技術を転用する形で、黒色の五角形の革12枚と白色の六角形の革20枚で構成された切頂二十面体のボールを登場させると、より球体に近いことと、土のグラウンドでも見分けられやすいということなどもあり瞬く間にサッカー選手に広まっていった。
アディダスは、この人気と利点に目をつけ、モルテンとOEM契約を結んでワールドカップの公式試合球としてこの切頂二十面体の構造を使用することにした。また、この時期が丁度カラーテレビが世界に普及しだした時期であり、大陸を超えた衛星中継も実用化（テルスター衛星）されるようになって、テレビ観戦する人々が、ボールをちゃんと見分けられるという点にも注目し、television starという意味をこめてボールのブランド名をTelstarと命名した。
なお、テルスターは天然皮革（牛革）製であり、雨が降ると水を含んで重たくなるという難点があった為、アディダスはテルスターをエナメル塗料により防水加工（デュラストコーティング）したテルスター・デュラストを1974 FIFAワールドカップに提供した。
テルスターの登場以来、サッカーボールといえば、黒色の五角形の革と白色の六角形の革の組み合わせであるといわれるまでにデザインが定着した。また、アディダス・モルテンはFIFAワールドカップの開催に合わせて、最先端の素材と技術によって作られたブランドを次々と発表し、今日まで連続でFIFAワールドカップの為に試合球を提供し続けている。